# اتفاق أبوجا (ليبيريا)
اتفاق أبوجا هو معاهدة سلام تم التوقيع عليها في 19 أغسطس 1995 في محاولة لضمان السلام من قبل زعيم الجبهة الوطنية القومية في ليبيريا تشارلز تايلور في الحرب الأهلية الليبيرية الأولى. وكان الاتفاق في قائمة المعاهدات التي تحاول تحقيق السلام في ليبريا، يسبقه اتفاق كوتونو في 25 يوليه 1993، واتفاق أكوسومبو في 12 أغسطس 1994، وأكرا الموضح له.
وقد شكل الاتفاق مجلس دولة ليبريا الذي كان يتألف من رئيس وخمسة أعضاء: تشارلز تايلور، جي في كروما (حركة التحرير الليبيرية المتحدة من أجل الديمقراطية)، جورج بولي، أوسكار جارى كويه (المؤتمر الوطني الليبري)، والرئيس تامبا تيلور.ووفقا للاتفاقات، كان ويلتون غباكولو سينغبي أول من يتولى الرئاسة الدورية، ولكن في الواقع كان ديفيد دونالد كبورماكبور هو أول من شغل المنصب. وقد سلمت روث بيري- رئيسة المجلس الثالثة والأخيرة-  السلطة إلى تايلور عقب الانتخابات التي أجريت في يوليه 1997.